# Matewan
Matewan é uma cidade  localizada no estado norte-americano de Virgínia Ocidental, no Condado de Mingo.

## Demografia
Segundo o censo norte-americano de 2000, a sua população era de 498 habitantes.
Em 2006, foi estimada uma população de 497, um decréscimo de 1 (-0.2%).

## Geografia
De acordo com o United States Census Bureau tem uma área de
1,3 km², dos quais 1,3 km² cobertos por terra e 0,0 km² cobertos por água. Matewan localiza-se a aproximadamente 233 m acima do nível do mar.

## Localidades na vizinhança
O diagrama seguinte representa as localidades num raio de 16 km ao redor de Matewan.